# Saint-Sylvestre, Haute-Vienne
Saint-Sylvestre är en kommun i departementet Haute-Vienne i regionen Nouvelle-Aquitaine i västra Frankrike. Kommunen ligger i kantonen Ambazac som tillhör arrondissementet Limoges. År 2022 hade Saint-Sylvestre 922 invånare.

## Befolkningsutveckling
Antalet invånare i kommunen Saint-Sylvestre
| Referens: INSEE |